# Melkki
Melkki, en suédois Melkö, est une île du sud de la Finlande située dans le golfe de Finlande, au sud-ouest du centre-ville d'Helsinki.
L'île, en forme de « V » inversé, est entourée des îles de Pihlajasaaret au nord-est, Lauttasaari au nord et par les îlots de Vähäkari et Pikäkari au sud-ouest. Les deux péninsules de l'île, Itäniemi et Eteläniemi, encadrent une baie dont le fond est occupé par une plage de sable.

## Source
- (en) National Land Survey of Finland - Carte de Melkki